# Strzelecka Odznaka Spadochronowa
Strzelecka Odznaka Spadochronowa – odznaka organizacyjna Związku Strzeleckiego „Strzelec” Organizacji Społeczno-Wychowawczej przyznawana strzelcom posiadającym wyszkolenie spadochronowe.
Strzelecka  Odznaka Spadochronowa nadawana jest strzelcom po odbyciu minimum 10 skoków spadochronowych podczas odpowiednich obozów i kursów zorganizowanych przez Związek. Odznaka jest nadawana 11 listopada w Narodowe Święto Niepodległości przez Komendanta Głównego Związku na wniosek szefa sztabu KG, dowódcy okręgu lub dowódcy odpowiedniej jednostki strzeleckiej.
Zgodnie z regulaminem mundurowym odznakę strzelcy mogą nosić na bluzie munduru polowego wz. 93, koszulobluzie wz. 93 oraz kurtce polowej wz. 93.